# Arrondissement Vendôme
Vendôme is een arrondissement van het Franse departement Loir-et-Cher in de regio Centre-Val de Loire. De onderprefectuur is Vendôme.

## Kantons
Het arrondissement was tot 2014 samengesteld uit de volgende kantons:
- Kanton Droué
- Kanton Mondoubleau
- Kanton Montoire-sur-le-Loir
- Kanton Morée
- Kanton Saint-Amand-Longpré
- Kanton Savigny-sur-Braye
- Kanton Selommes
- Kanton Vendôme-1
- Kanton Vendôme-2

Na de herindeling van de kantons bij decreet van 21 februari 2014, met uitwerking op 22 maart 2015, omvat het arrondissement volgende kantons:
- Kanton Montoire-sur-le-Loir
- Kanton Le Perche (deel 44/46)
- Kanton Vendôme